# Diplurodes ioge
Diplurodes ioge là một loài bướm đêm trong họ Geometridae.